# Риддик
Ричард Б. Риддик (англ. Richard B. Riddick) — персонаж, созданный Джимом и Кеном Уитами, воплощённый на экране актёром Вином Дизелем; главный герой фильмов «Чёрная дыра», «Хроники Риддика» и «Риддик», мультфильмов «Хроники Риддика: Тёмная ярость» и «Риддик: Удар в спину», а также компьютерных игр «The Chronicles of Riddick: Escape from Butcher Bay» и «The Chronicles of Riddick: Assault on Dark Athena». По сюжету — один из выживших жителей планеты Фурия (англ. Furya).

## Описание персонажа
Впервые появляется в американском телевизионном фильме 2000 года «В чёрной дыре» (англ. Into Pitch Black) и в кинофильме «Чёрная дыра», премьера которого состоялась месяц спустя. Риддик предстаёт перед зрителями в качестве закоренелого уголовника, пойманного охотником за головами, так как за его голову объявлено вознаграждение.
По версии Риддика, в одной из тюрем за двадцать ментоловых сигарет тюремный врач сделал ему операцию на глаза, поэтому его специфическое зрение, позволяющее видеть в темноте, помогает выжить героям фильма, однако позже выясняется, что это ложь. Правда о появлении этих глаз рассказывается в игре «Escape from Butcher Bay», где становится ясно, что доктор не имеет к этому отношения. По сюжету игры предлагается версия, что Риддик осознал себя как фурианца, и связь с предками вернула ему родное зрение. В книге «Хроники Риддика» Алана Дина Фостера предлагается иная версия, по которой Риддик был элитным бойцом Альянса, искусственно выведенным элементалями, которые пытались воскресить расу фурианцев, но вместо этого у них получился только Риддик и чешуйчатые собаки (Риддик встречается с ними на планете-тюрьме Крематория, и они сразу узнают его).
В фильме раскрываются такие особенности личности персонажа, как привычка говорить с самим собой (возможно — из-за долгой изоляции в тюрьмах), скверный характер, сарказм и пристрастие к алкоголю и женщинам, что не мешает ему находиться в прекрасной физической форме и обладать чрезвычайно развитым обонянием. Постепенно при развитии сюжета выясняется, что Риддик — вовсе не громила, готовый убивать без разбора; он обладает смекалкой, может анализировать ситуацию и делать верные выводы.
Риддик возвращается в следующей картине «Хроники Риддика» уже не столько в качестве озлобленного уголовника, сколько в качестве борца за свободу. Он заметно изменился, живя на далёкой покрытой снегами планете, сильно оброс. Впрочем, скоро он приобретает привычный для аудитории вид: гладко выбритая голова и тёмные очки. Он вновь и вновь использует свой нож, проявляя при этом звериную жестокость, но всё же пытается спасти единственных небезразличных ему людей, тех, кого он спас когда-то на далёкой планете от опасных хищников.
Сюжет короткометражного мультфильма «Риддик: Удар в спину» и последующего за ним фильма «Риддик» 2013 года — продолжение событий первых двух частей и первого мультфильма. Риддик хочет найти родную планету под названием Фурия, но оказывается на необитаемой планете, где он в очередной раз должен выжить и победить чудовищ и охотников за головами.
АЗ сравнил своего персонажа с героями саги Звёздные войны. Так же как и они, Риддик не знает своего прошлого и, постепенно разбираясь с ним, познаёт новые грани своей натуры.

## Произведения о Риддике
Риддику посвящено три полнометражных кинокартины, два короткометражных мультфильма, а также две компьютерные игры. Все эти произведения не дублируют, но продолжают друг друга. Данный список не учитывает литературные произведения, являющиеся производными работами на основе фильмов и повторяющие их сюжет.

### Фильмы
- 2000 — «Чёрная дыра»
- 2004 — «Хроники Риддика: Тёмная ярость» (мультфильм)
- 2004 — «Хроники Риддика»
- 2013 — «Риддик: Удар в спину» (мультфильм)
- 2013 — «Риддик»
- 2024 — «Хроники Риддика: Фурия»

### Компьютерные игры
- 2004 — «The Chronicles of Riddick: Escape from Butcher Bay»
- 2009 — «The Chronicles of Riddick: Assault on Dark Athena»

## Появление в сторонних произведениях
Неигровой персонаж с именем Риддик появляется в игре Fallout Tactics: Brotherhood of Steel, где игрок может взять его в наёмники. Также Риддик присутствует в игре Deathrow.

## Отзывы
- Журнал Мир Фантастики в своём рейтинге «10 брутальных антигероев» поместил Риддика на 7 место[12].